# Giovanni Riina
Giovanni Francesco Riina (Palermo, 21 febbraio 1976) è un mafioso italiano, secondo dei quattro figli di Salvatore Riina.

## Biografia
Secondo figlio di Salvatore Riina, viene arrestato l'11 giugno 1996 e condannato all'ergastolo da una sentenza della corte di Assise di Palermo con l'accusa di quattro omicidi che risalgono al 1995: il primo fu quello di Giuseppe Giammona, 22 anni, freddato con due colpi di pistola alla nuca il 28 gennaio mentre si trovava in auto in compagnia della fidanzata; le altre vittime furono Giovanna Giammona e Francesco Saporito, marito e moglie, trucidati il 25 febbraio sotto gli occhi dei loro due figli; l'ultimo omicidio che sancì il suo "battesimo di fuoco" per Cosa nostra, fu quello del dottor Antonino Di Caro, strangolato e sciolto nell'acido a Giardinello il 22 giugno con la complicità dello zio Leoluca Bagarella.